# Кастиљиони (Фиренца)
Кастиљиони је насеље у Италији у округу Фиренца, региону Тоскана.
Према процени из 2011. у насељу је живело 32 становника. Насеље се налази на надморској висини од 156 м.